# Bourg-le-Comte
Bourg-le-Comte település Franciaországban, Saône-et-Loire megyében. Lakosainak száma 171 fő (2022. január 1.). Bourg-le-Comte Avrilly, Le Bouchaud, Baugy, Céron és Chambilly községekkel határos.

## Népesség
A település népességének változása:
| Lakosok száma | 194  | 185  | 187  | 181  | 178  | 175  | 175  | 171  | 171  |
|               | 2013 | 2015 | 2016 | 2017 | 2018 | 2019 | 2020 | 2021 | 2022 |